# Khandesh

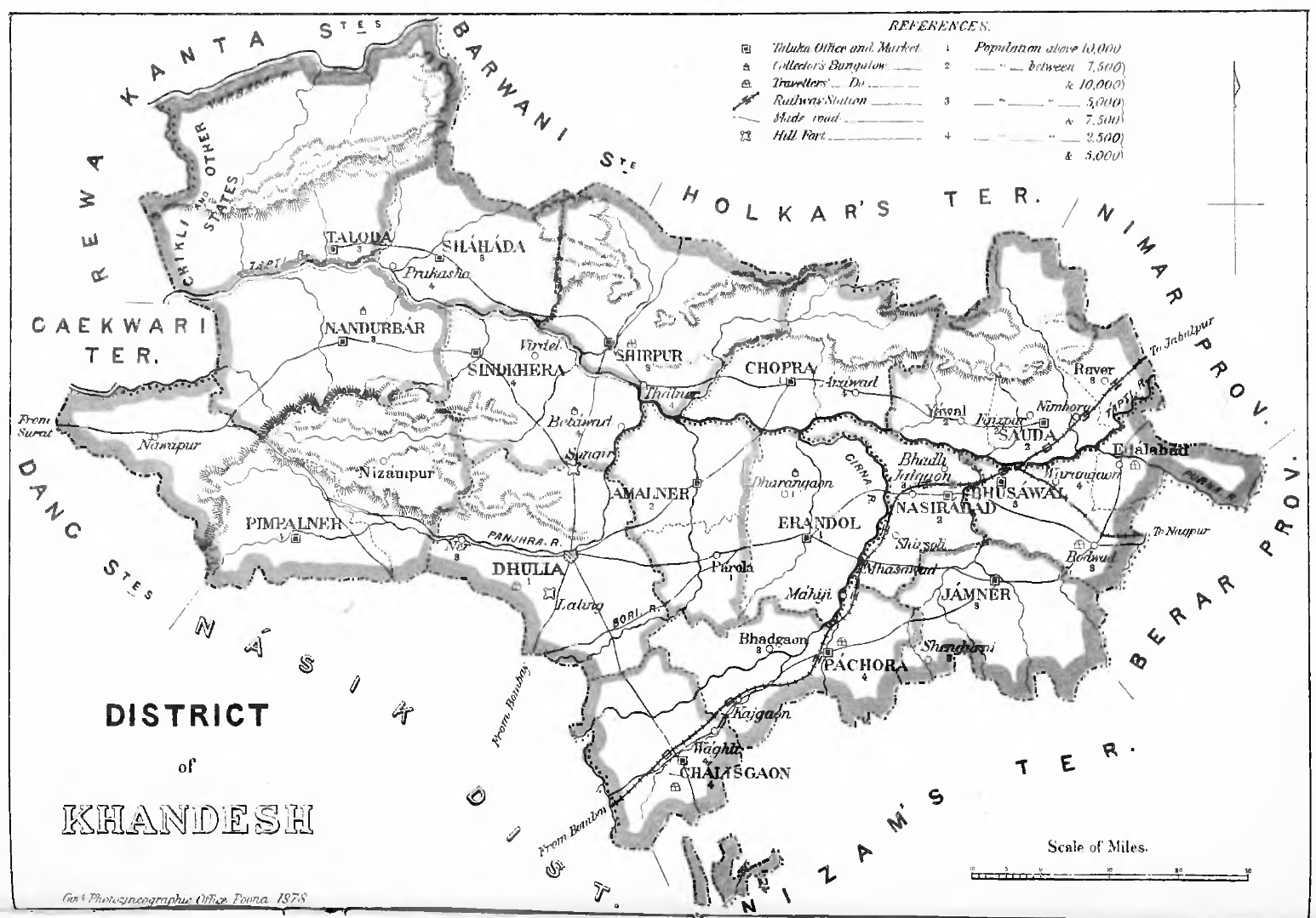
De streek Khandesh (kaart uit 1878)

Khandesh (Hindi, Marathi: खानदेश) is een streek en historische staat in het noorden van de Dekan, op de grens tussen de Indiase deelstaten Maharashtra en Madhya Pradesh. De streek bestaat uit de vallei van de rivier de Tapti, die van oost naar west stroomt. Ten noorden van de vallei liggen de heuvels van de Satpura Range, ten zuiden de heuvels van Marathwada. In het oosten grenst Khandesh aan Berar, in het westen aan de meest noordelijke delen van de West-Ghats en de kustvlakte van Gujarat. Tussen de 14e en 17e eeuw was Kandesh een onafhankelijk sultanaat.

## Geschiedenis
Het sultanaat Khandesh werd in 1382 gesticht door Malik Ahmad, die zich onafhankelijk verklaarde van Muhammad Shah, de sultan van het Bahmanidenrijk in de Dekan en de sultan van Delhi, Firuz Shah Tughluq. De opvolgers van Malik Ahmad, de Faruqi dynastie, regeerden Khandesh vanuit Burhanpur. In 1601 werd het sultanaat veroverd door de Mogolkeizer Akbar, die het gebied als nieuwe provincie ("subah") aan zijn rijk toevoegde.
Net als de rest van de Dekan werd Khandesh in de vroege 18e eeuw door de Maratha's op de Mogols veroverd. In 1818, na de Derde Anglo-Maratha-oorlog, werd het gebied ingelijfd bij Brits-Indië, waarbij het zuidelijk deel bij de Bombay Province gevoegd werd en het noordelijk deel rond Burhanpur bij de Central Province.